# Álvaro Queipo de Llano y Fernández de Córdoba
Álvaro Queipo de Llano y Fernández de Córdoba (Madrid, 20 de maig de 1864-Madrid, 1938) va ser un polític i advocat espanyol.

## Biografia
Va néixer a Madrid el 20 de maig de 1864.. Advocat, va debutar com a diputat a les Corts de la Restauració, substituint l'escó pel districte de Cangas de Tineo del seu difunt pare, Francisco de Borja Queipo de Llano; també en 1890 heretaria el títol de comte de Toreno del seu progenitor. Resultaria de nou elegit diputat per Cangas de Tineo a les eleccions de 1891 i 1896.
Entre juliol de 1900 i març de 1901 va exercir el càrrec de governador civil de la província de Madrid.
Va resultar elegit diputat pel districte de Castropol en les eleccions de 1903, 1905, i 1910.
A partir de 1910 va ser senador per la província d'Oviedo.
Va morir a Madrid en 1938.